# Marcus Paulsson
Marcus Paulsson (* 10. Januar 1984 in Karlskrona) ist ein schwedischer Eishockeyspieler, der seit 2019 erneut beim Mörrums GoIS in der Hockeyettan spielt.

## Karriere
Marcus Paulsson begann seine Karriere als Eishockeyspieler bei Mörrums GoIS, für dessen Profimannschaft er in der Saison 2001/02 sein Debüt in der Allsvenskan, der zweiten schwedischen Spielklasse, gab. Anschließend wurde er im NHL Entry Draft 2002 in der fünften Runde als insgesamt 149. Spieler von den New York Islanders ausgewählt, für die er allerdings nie spielte. Stattdessen lief der Flügelspieler zunächst von 2002 bis 2004 für die Saskatoon Blades, die ihn beim CHL Import Draft 2002 in der ersten Runde als insgesamt zwölften Spieler gezogen hatten, in der kanadischen Juniorenliga Western Hockey League auf. In der Saison 2004/05 spielte er in der Allsvenskan für die Malmö Redhawks. Parallel stand er als Leihspieler für deren Ligarivalen Halmstad Hammers und Mörrums GoIS auf dem Eis. 
Die Saison 2005/06 verbrachte Paulsson in der finnischen SM-liiga, in der er zunächst für die Pelicans Lahti und anschließend TPS Turku auflief. Zur Saison 2006/07 kehrte der Schwede zu den Malmö Redhawks zurück, mit denen er in die zweite schwedische Spielklasse abstieg. Dort blieb er noch weitere zwei Jahre, ehe er im Januar 2009 vom Elitserien-Teilnehmer Färjestad BK verpflichtet wurde, mit dem er am Ende der Saison 2008/09 erstmals Schwedischer Meister wurde. Diesen Erfolg konnte er mit seiner Mannschaft in der Saison 2010/11 wiederholen.  
Im April 2013 wurde Paulsson vom HC Davos aus der National League A unter Vertrag genommen. In der Saison 2013/14 war er bester Torschütze der NLA und gewann 2015 den Meistertitel mit dem HCD. Nach dem Abschluss der Saison 2015/16 wechselte er zurück in sein Heimatland und unterschrieb einen Vertrag bei Karlskrona HK aus der Svenska Hockeyligan. Er blieb dem Klub auch nach dem Abstieg in die HockeyAllsvenskan 2018 treu. 2019 kehrte er zu seinem Jugendverein Mörrums GoIS zurück, wo er seither in der drittklassigen Hockeyettan spielt. Er begründete den Wechsel damit, dass er einerseits dem Klub helfen wolle, wieder auf die Beine zu kommen und andererseits mehr Zeit für seine Familie haben wolle. 2021 wurde er Topscorer und Torschützenkönig der Südstaffel der Hockeyettan. Im Januar 2023 wählten ihn die Spieler der Hockeyettan zum besten schwedischen Aktiven der Liga.

### International
Für Schweden nahm Paulsson an der U20-Junioren-Weltmeisterschaft 2003 teil. Im Turnierverlauf bereitete er in sechs Spielen drei Tore vor. Mit der Herren-Auswahl absolvierte er insgesamt neun Länderspiele bei den Austragungen der Euro Hockey Tour 2012/13, 2013/14 und 2014/15.

## Erfolge und Auszeichnungen
- 2008 Bester Torschütze der HockeyAllsvenskan
- 2009 Schwedischer Meister mit dem Färjestad BK
- 2011 Schwedischer Meister mit dem Färjestad BK
- 2014 Torschützenkönig der National League A
- 2015 Schweizer Meister mit dem HC Davos
- 2021 Topscorer und Torschützenkönig der Südstaffel der Hockeyettan
- 2023 Bester schwedischer Spieler der Hockeyettan

## Karrierestatistik
(Legende zur Spielerstatistik: Sp oder GP = absolvierte Spiele; T oder G = erzielte Tore; V oder A = erzielte Assists; Pkt oder Pts = erzielte Scorerpunkte; SM oder PIM = erhaltene Strafminuten; +/− = Plus/Minus-Bilanz; PP = erzielte Überzahltore; SH = erzielte Unterzahltore; GW = erzielte Siegtore; 1 Play-downs/Relegation; Kursiv: Statistik nicht vollständig)

## Familie
Paulsson, dessen Vater Gary ebenfalls bei Mörrums GoIS Eishockey spielte, ist verheiratet und Vater dreier Kinder, Er lebt mit seiner Familie auf einer Pferdefarm, die in sechster Generation im Besitz der Familie seiner Ehefrau ist.